# Chris Ramsay
Chris Ramsay là một ảo thuật gia, Youtuber và nhà sản xuất truyền hình người Mỹ, nổi tiếng với việc tạo ra và tham gia chương trình ảo thuật đóng thế Big Trick Energy của TruTV. Kênh Youtube của anh với các bài giải câu đố, cardistry có hơn 4,5 triệu người đăng ký.